# Conan z Cymerii
Conan z Cymerii, znany także jako Conan Barbarzyńca (ang. Conan the Barbarian) – postać literacka stworzona przez amerykańskiego pisarza Roberta E. Howarda w serii opowiadań fantasy opublikowanych w latach 30. XX wieku w magazynie „Weird Tales”. W okresie od 1932 do 1936 ukazało się siedemnaście opowiadań i jedna powieść o barbarzyńcy.
Po śmierci Howarda, seria kontynuowana była przez: Poula Andersona, Leonarda Carpentera, Lina Cartera, L. Sprague de Campa, Rolanda J. Greena, Johna C. Hockinga, Roberta Jordana, Seana A. Moore’a, Björna Nyberga, Andrew J. Offutta, Steve’a Perry’ego, Johna Maddoxa Robertsa, Harry’ego Turtledove’a i Karla Edwarda Wagnera. Lin Carter i L. Sprague de Camp przy pisaniu niektórych ze swoich opowiadań wykorzystali materiały pozostawione przez twórcę postaci Conana.
Powieści z Conanem w roli głównej wydali również pisarze spoza Stanów Zjednoczonych, jednak nie są one powszechnie uznawane za oficjalne przygody tego bohatera, czego dowodem może być fakt, że nie uwzględnia się ich w żadnych zestawieniach mających na celu uporządkowanie biografii Cymeryjczyka.
Powstały również filmy, seriale, komiksy i gry komputerowe, których bohaterem był Conan.

## Historia postaci

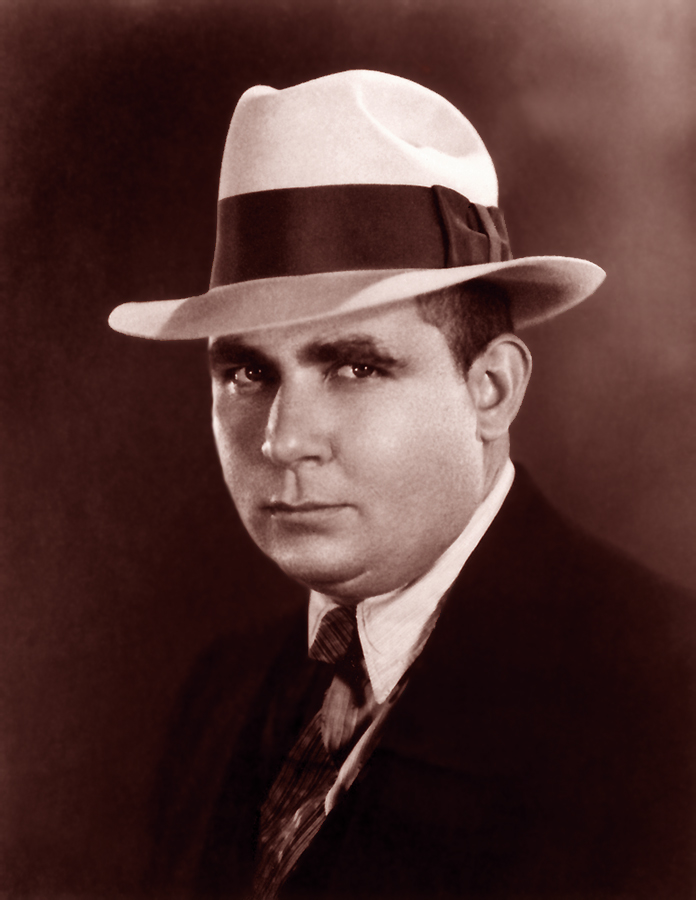
Robert E. Howard, twórca postaci Conana

Na początku lat 30. Howard szukał nowej postaci, którą chciał wprowadzić na rynek wydawniczy. W październiku 1931 do magazynu „Strange Tales of Mystery and Terror” przesłał opowiadanie People of the Dark, w którym pojawił się czarnowłosy barbarzyńca o imieniu Conan, wyznawca bóstwa zwanego Cromem. W lutym 1932 Howard spędził wakacje w miasteczku nad rzeką Rio Grande. W tym czasie rozbudował postać Conana i napisał wiersz Cimmeria, fragmentami nawiązujący do Żywotów Plutarcha. Po powrocie z wakacji przerobił, zarzucone wcześniej, opowiadanie „By This Axe I Rule!” z maja 1929, zastępując postać Kulla nowym bohaterem, Conanem i zmieniając tytuł na Feniks na mieczu. W tym samym czasie napisał dwa kolejne opowiadania, Szkarłatna cytadela i Córka lodowego olbrzyma. Opowiadanie Feniks na mieczu ukazało się w grudniu 1932, zaś Szkarłatna cytadela w kolejnym numerze. Redaktor pisma, Farnsworth Wright skłonił Howarda do napisania eseju Era Hyborejska, opisującego fikcyjny świat, w którym żył Conan. Esej ten posłużył potem pisarzowi przy pisaniu następnej historii o herosie, Wieży słonia. Sukces tego opowiadania skłonił Howarda do napisania kolejnych opowieści o Conanie. Do samobójstwa w 1936 Howard napisał 21 pełnych opowiadań, z których 17 zostało opublikowanych, a także kilka innych we fragmentach.

## Życiorys postaci

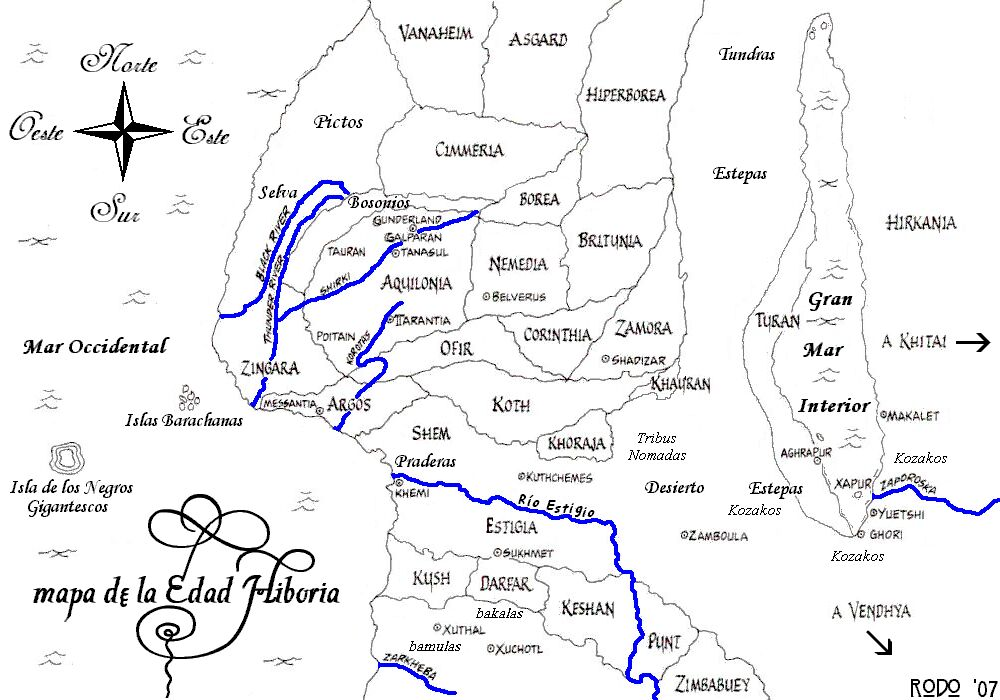
Mapa świata ery hyboryjskiej

Według książek Howarda, Conan miał żyć około 10 000 lat temu w owianej mgłami tajemnicy erze hyboryjskiej. Urodził się w Cymerii, górzystej krainie zamieszkiwanej przez plemiona barbarzyńców. Cymeryjczycy byli potomkami starożytnych Atlantydów, jednak po zniszczeniu jej wspaniałej cywilizacji przez kataklizm, ocaleli Atlantydzi nie zdołali odbudować cywilizacji i cofnęli się cywilizacyjnie do epoki kamiennej. Wg map zamieszczanych przy utworach Howarda, Cymeria rozciągała się z grubsza między terenami dzisiejszych Szkocji i Norwegii, przy czym ukształtowanie lądów w czasach Conana znacznie różniło się od obecnego. Cymeryjczycy mieli ciemne włosy i jasne oczy. Żyli w bardzo surowych warunkach, wśród wrzosowisk, gór i lasów. Toczyli nieustanne wojny z otaczającymi ich ludami, a także wewnętrzne walki klanowe. Surowe warunki sprawiły, że byli urodzonymi wojownikami – wysocy, silni, sprawni i odporni. Ród Conana także wywodził się od Atlantydów. Jego dziadek początkowo zamieszkiwał w plemieniu na południu Cymerii, jednak uciekł w obawie przed rodową zemstą i osiedlił się w plemieniu na północy.
Miejscem narodzin Conana było pole bitwy, podczas walki plemienia z hordą najeźdźców z Vanaheimu. Od najmłodszych lat Conan odznaczał się wielką siłą. W wieku piętnastu lat wziął udział w najeździe na aquilońską fortecę Venarium. W późniejszym okresie brał udział w walkach z Vanirami i Hyperborejczykami. Podczas jednej z kampanii został wzięty do niewoli przez Hyperborejczyków, skąd udało mu się zbiec. Uciekając, dotarł do miasta Arenjunu w Zamorze, zwanego Miastem Złodziei. Zafascynowany miastem i cywilizacją osiedlił się tam zarabiając na życie jako złodziej. Później wędrował i zwiedzał także inne kraje kontynuując karierę złodzieja, a niekiedy płatnego zabójcy (opowiadanie Dom pełen łotrów). Ostatecznie zaciągnął się jako najemnik do armii Turanu. Brał udział w wielu bitwach i awansował na oficera. Służył też władcy Turanu jako dyplomata. W końcu porzucił służbę turańską i znów rozpoczął wędrówkę. Niekiedy pędził żywot bandyty, czasem zaciągał się do armii któregoś z krajów jako najemnik. Stoczył wiele walk z ludźmi wszystkich narodów oraz potworami, które licznie zamieszkiwały wtedy Ziemię.
Szczytem jego kariery była służba w armii aquilońskiej, która przyniosła mu prestiż i sławę. Kiedy wybuchł bunt przeciwko królowi Aquilonii, Conan stanął na jego czele, obalił i zabił króla i ogłosił się władcą. Pod jego burzliwymi, pełnymi wojen rządami Aquilonia stała się najpotężniejszym krajem w zachodnim świecie.

## Spis utworów autorstwa Roberta E. Howarda

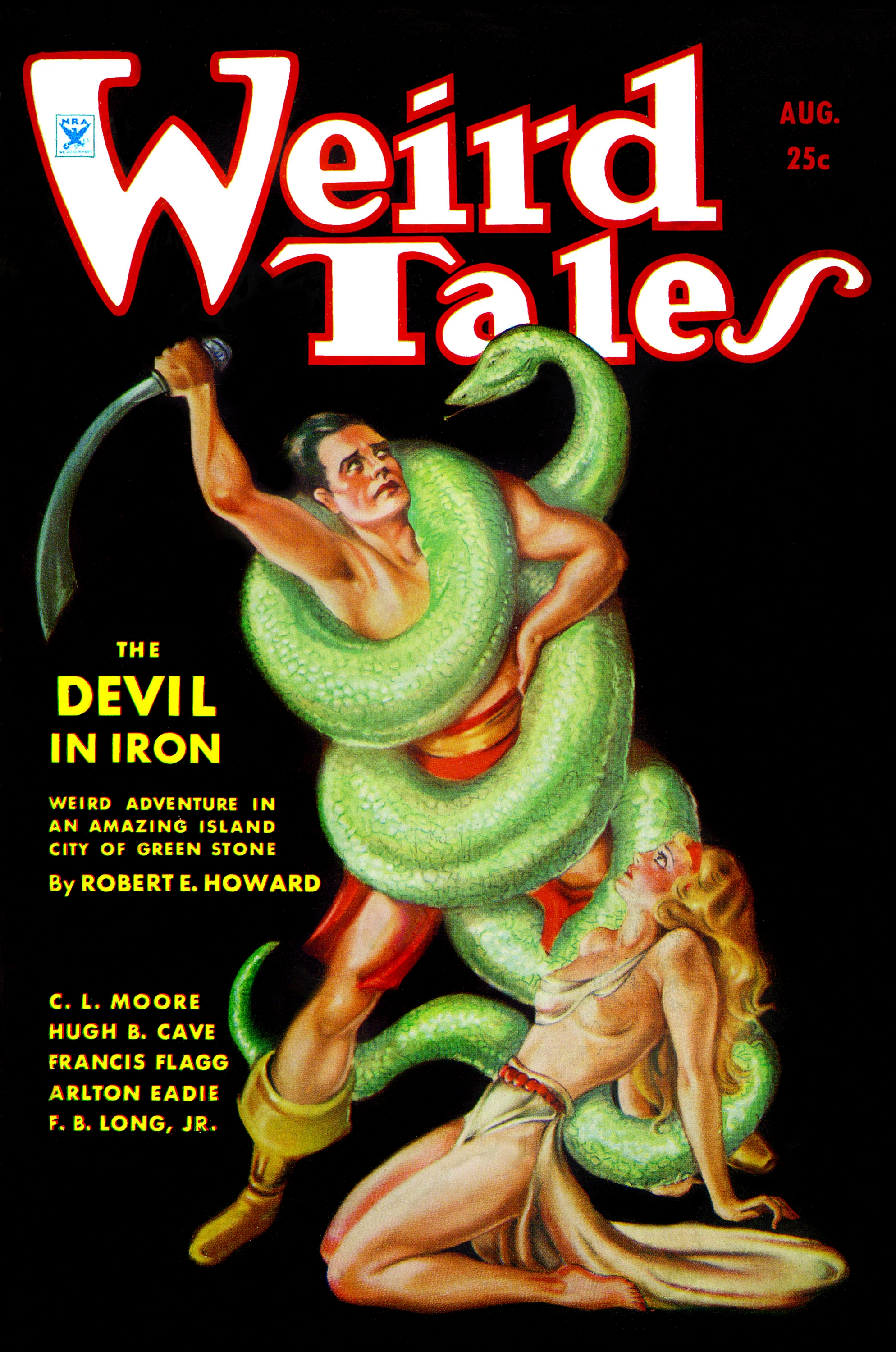
Diabeł w stali w „Weird Tales” (1934)

| Utwory o Conanie autorstwa Roberta E. Howarda | Utwory o Conanie autorstwa Roberta E. Howarda | Utwory o Conanie autorstwa Roberta E. Howarda | Utwory o Conanie autorstwa Roberta E. Howarda | Utwory o Conanie autorstwa Roberta E. Howarda    | Utwory o Conanie autorstwa Roberta E. Howarda                                                                            |
| Kolejność powstania                           | Tytuł polski                                  | Tytuł oryginalny                              | Kolejność publikacji                          | Data wydania i miejsce publikacji                | Uwagi |
| --------------------------------------------- | --------------------------------------------- | --------------------------------------------- | --------------------------------------------- | ------------------------------------------------ | --- |
| 1                                             | Feniks na mieczu                              | The Phoenix on the Sword                      | 1                                             | grudzień 1932 Weird Tales                        | pierwsze napisane i opublikowane opowiadanie o Conanie                                                                   |
| 2                                             | Córka mroźnego olbrzyma                       | The Frost-Giant's Daughter                    | 20                                            | 1976 (wersja autorska) Rogues in the House       | opublikowane w wersji edytowanej przez L. Sprague de Campa w sierpniu 1953 w magazynie Fantasy Fiction                   |
| 3                                             | Bóg w amforze                                 | The God in the Bowl                           | 19                                            | 1975 (wersja autorska) The Tower of the Elephant | opublikowane w wersji edytowanej przez L. Sprague de Campa we wrześniu 1952 w magazynie Space Science Fiction            |
| 4                                             | Wieża Słonia                                  | The Tower of the Elephant                     | 3                                             | marzec 1933 Weird Tales                          | |
| 5                                             | Szkarłatna Cytadela                           | The Scarlet Citadel                           | 2                                             | styczeń 1933 Weird Tales                         | |
| 6                                             | Królowa Czarnego Wybrzeża                     | Queen of the Black Coast                      | 9                                             | maj 1934 Weird Tales                             | |
| 7                                             | Czarny kolos                                  | Black Colossus                                | 4                                             | czerwiec 1933 Weird Tales                        | |
| 8                                             | Stalowe cienie pod księżycem                  | Iron Shadows in the Moon                      | 8                                             | kwiecień 1934 Weird Tales                        | opublikowane pierwotnie jako Shadows in the Moonlight                                                                    |
| 9                                             | Xuthal o zmroku                               | Xuthal of the Dusk                            | 5                                             | wrzesień 1933 Weird Tales                        | opublikowane pierwotnie jako The Slithering Shadow                                                                       |
| 10                                            | Sadzawka czarnych ludzi                       | The Pool of the Black One                     | 6                                             | październik 1933 Weird Tales                     | |
| 11                                            | Łotrzy w domu                                 | Rogues in the House                           | 7                                             | styczeń 1934 Weird Tales                         | |
| 12                                            | Kotlina zaginionych kobiet                    | The Vale of Lost Women                        | 18                                            | wiosna 1967 Weird Tales                          | |
| 13                                            | Diabeł w stali                                | The Devil in Iron                             | 10                                            | sierpień 1934 Weird Tales                        | |
| 14                                            | Ludzie Czarnego Kręgu                         | The People of the Black Circle                | 11                                            | wrzesień-listopad 1934 Weird Tales               | |
| 15                                            | Godzina Smoka                                 | The Hour of the Dragon                        | 16                                            | grudzień 1935 – kwiecień 1936 Weird Tales        | jedyna powieść Roberta E. Howarda opowiadająca o Conanie                                                                 |
| 16                                            | Wiedźma się rodzi                             | A Witch Shall Be Born                         | 12                                            | grudzień 1934 Weird Tales                        | |
| 17                                            | Słudzy Bit-Yakina                             | The Servants of Bit-Yakin                     | 13                                            | marzec 1935 Weird Tales                          | |
| 18                                            | Za Rzeką Czarną                               | Beyond the Black River                        | 14                                            | maj i czerwiec 1935 Weird Tales                  | |
| 19                                            | Czarny przybysz                               | The Black Stranger                            | 21                                            | 1987 (wersja autorska) Echoes of Valor           | opublikowane w wersji edytowanej przez L. Sprague de Campa jako The Treasure of Tranicos w lutym 1953 w Fantasy Magazine |
| 20                                            | Ludożercy z Zambouli                          | The Man-Eaters of Zamboula                    | 15                                            | listopad 1935 Weird Tales                        | opublikowane pierwotnie jako Shadows in Zamboula                                                                         |
| 21                                            | Czerwone ćwieki                               | Red Nails                                     | 17                                            | lipiec-październik 1936 Weird Tales              | ostatnie opowiadanie napisane przez Roberta E. Howarda                                                                   |

| Niedokończone opowiadania Roberta E. Howarda o Conanie | Niedokończone opowiadania Roberta E. Howarda o Conanie | Niedokończone opowiadania Roberta E. Howarda o Conanie | Niedokończone opowiadania Roberta E. Howarda o Conanie                                                                                             |
| Tytuł polski                                           | Tytuł oryginalny                                       | Data wydania i miejsce publikacji wersji autorskiej    | Uwagi |
| ------------------------------------------------------ | ------------------------------------------------------ | ------------------------------------------------------ | --- |
| Bębny Tombalku                                         | Drums of Tombalku                                      | 1986 The Pool of the Black One                         | opublikowane w wersji dokończonej przez L. Sprague de Campa w 1966 w zbiorze Conan the Adventurer                                                  |
| Komnata śmierci                                        | The Hall of the Dead                                   | listopad 1967 Fantasy Crossroads                       | opublikowane w wersji dokończonej przez L. Sprague de Campa w 1967 w The Magazine of Fantasy and Science Fiction, później włączone do zbioru Conan |
| Ręka Nergala                                           | The Hand of Nergal                                     | 2000 The Conan Chronicles: Volume 1                    | opublikowane w wersji dokończonej przez Lina Cartera w 1968 w zbiorze Conan                                                                        |
| Pysk w ciemności                                       | The Snout in the Dark                                  | 1979 Jewels of Gwahlur                                 | opublikowane w wersji dokończonej przez L. Sprague de Campa i Lina Cartera w 1969 w zbiorze Conan of Cimmeria                                      |

| Inne prace Roberta E. Howarda osadzone w świecie Conana | Inne prace Roberta E. Howarda osadzone w świecie Conana | Inne prace Roberta E. Howarda osadzone w świecie Conana | Inne prace Roberta E. Howarda osadzone w świecie Conana |
| Tytuł polski                                            | Tytuł oryginalny                                        | Data wydania i miejsce publikacji                       | Uwagi |
| ------------------------------------------------------- | ------------------------------------------------------- | ------------------------------------------------------- | --- |
| Wilki poza granicami                                    | Wolves Beyond the Border                                | 2001 (wersja autorska) The Conan Chronicles: Volume 2   | jedyne (nieukończone) opowiadanie osadzone w Epoce Hyboryjskiej, którego głównym bohaterem nie jest Conan; opublikowane w wersji dokończonej przez L. Sprague de Campa w zbiorze Conan the Usurper w 1967 |
| Cimmeria                                                | Cimmeria                                                | zima 1965 The Howard Collector                          | jedyny wiersz osadzony w świecie Conana, napisany w lutym 1932 roku |
| Epoka hyboryjska                                        | The Hyborian Age                                        | 1936 Phantagraph                                        | jedyny esej opisujący świat Conana, napisany w 1930 roku |

Robert E. Howard pozostawił również szkice i fragmenty, które nigdy nie zostały wykorzystane przez innych twórców. Wszystkie one zostały opublikowane w trylogii Conan of Cimmeria, będącej kompletnym wydaniem autorskich wersji opowiadań i powieści o Conanie napisanych przez Howarda (polski przekład to: Conan i pradawni bogowie, Conan i skrwawiona korona, Conan i miecz zdobywcy).

## Spis utworów autorstwa innych pisarzy
| Lp. | Tytuł polski               | Tytuł oryginalny                   | Autor                                                 | Data wydania oryginału | Uwagi |
| --- | -------------------------- | ---------------------------------- | ----------------------------------------------------- | ---------------------- | --- |
| 1   | Okrwawiony bóg             | The Blood-Stained God              | L. Sprague de Camp                                    | 1955                   | bazuje na opowiadaniu Roberta E. Howarda, które nie miało rozgrywać się w Epoce Hyboryjskiej; opublikowane w zbiorze Tales of Conan, później włączone do zbioru Conan of Cimmeria    |
| 2   | Jastrzębie nad Shemem      | Hawks over Shem                    | L. Sprague de Camp                                    | 1955                   | bazuje na opowiadaniu Roberta E. Howarda, które nie miało rozgrywać się w Epoce Hyboryjskiej; opublikowane w zbiorze Tales of Conan, później włączone do zbioru Conan the Freebooter |
| 3   | Droga Orłów                | The Road of the Eagles             | L. Sprague de Camp                                    | 1955                   | bazuje na opowiadaniu Roberta E. Howarda, które nie miało rozgrywać się w Epoce Hyboryjskiej; opublikowane w zbiorze Tales of Conan, później włączone do zbioru Conan the Freebooter |
| 4   | Płomienny nóż              | The Flame Knife                    | L. Sprague de Camp                                    | 1955                   | bazuje na opowiadaniu Roberta E. Howarda, które nie miało rozgrywać się w Epoce Hyboryjskiej; opublikowane w zbiorze Tales of Conan, później włączone do zbioru Conan the Wanderer   |
| 5   | Conan mściciel             | The Return of Conan                | Björn Nyberg L. Sprague de Camp                       | 1957                   | wydane pierwotnie jako samodzielna powieść, później włączone do zbioru Conan the Avenger                                                                                             |
| 6   | Miasto czaszek             | The City of Skulls                 | L. Sprague de Camp Lin Carter                         | 1967                   | opowiadanie opublikowane w zbiorze Conan |
| 7   | Spotkanie w krypcie        | The Thing in the Crypt             | L. Sprague de Camp Lin Carter                         | 1967                   | opowiadanie opublikowane w zbiorze Conan |
| 8   | Czarne łzy                 | Black Tears                        | L. Sprague de Camp Lin Carter                         | 1968                   | opowiadanie opublikowane w zbiorze Conan the Wanderer |
| 9   | Przekleństwo monolitu      | The Curse of the Monolith          | L. Sprague de Camp Lin Carter                         | 1968                   | opowiadanie opublikowane w Worlds of Fantasy jako Conan and the Cenotaph, później włączone do zbioru Conan of Cimmeria                                                               |
| 10  | Conan z Wysp               | Conan of the Isles                 | L. Sprague de Camp Lin Carter                         | 1968.10                | |
| 11  | Gniazdo lodowego robaka    | The Lair of the Ice Worm           | L. Sprague de Camp Lin Carter                         | 1969                   | opowiadanie opublikowane w zbiorze Conan of Cimmeria |
| 12  | Zamek grozy                | The Castle of Terror               | L. Sprague de Camp Lin Carter                         | 1969                   | opowiadanie opublikowane w zbiorze Conan of Cimmeria |
| 13  | Ludzie ze Szczytów         | The People of the Summit           | Björn Nyberg L. Sprague de Camp                       | 1970.12                | opowiadanie opublikowane w zbiorze The Mighty Swordsmen, później włączone do zbioru Conan the Swordsman                                                                              |
| 14  | Conan korsarz              | Conan the Buccaneer                | L. Sprague de Camp Lin Carter                         | 1971                   | |
| 15  |                            | Death-Song of Conan the Cimmerian  | Lin Carter                                            | 1972                   | poemat opublikowany w The Howard Collector |
| 16  | Wiedźma z mgieł            | The Witch of the Mists             | L. Sprague de Camp Lin Carter                         | 1972.08                | opowiadanie opublikowane w magazynie Fantastic, później włączone do zbioru Conan of Aquilonia                                                                                        |
| 17  | Czarny feniks z Nebthu     | Black Sphinx of Nebthu             | L. Sprague de Camp Lin Carter                         | 1973.07                | opowiadanie opublikowane w magazynie Fantastic, później włączone do zbioru Conan of Aquilonia                                                                                        |
| 18  | Czerwony Księżyc Zembabwei | Red Moon of Zembabwei              | L. Sprague de Camp Lin Carter                         | 1974.07                | opowiadanie opublikowane w magazynie Fantastic, później włączone do zbioru Conan of Aquilonia                                                                                        |
| 19  | Zjawy w kamiennej czaszce  | Shadows in the Skull               | L. Sprague de Camp Lin Carter                         | 1975.02                | opowiadanie opublikowane w magazynie Fantastic, później włączone do zbioru Conan of Aquilonia                                                                                        |
| 20  | Legiony śmierci            | Legions of the Dead                | L. Sprague de Camp Lin Carter                         | 1978.08                | opowiadanie opublikowane w zbiorze Conan the Swordsman |
| 21  | Cienie w mroku             | Shadows in the Dark                | L. Sprague de Camp Lin Carter                         | 1978.08                | opowiadanie opublikowane w zbiorze Conan the Swordsman |
| 22  | Gwiazda Khorali            | The Star of Khorala                | Björn Nyberg L. Sprague de Camp                       | 1978.08                | opowiadanie opublikowane w zbiorze Conan the Swordsman |
| 23  | Klejnot w wieży            | The Gem in the Tower               | L. Sprague de Camp Lin Carter                         | 1978.08                | opowiadanie opublikowane w zbiorze Conan the Swordsman |
| 24  | Bogini z kości słoniowej   | The Ivory Goddess                  | L. Sprague de Camp Lin Carter                         | 1978.08                | opowiadanie opublikowane w zbiorze Conan the Swordsman |
| 25  | Krwawy księżyc             | Moon of Blood                      | L. Sprague de Camp Lin Carter                         | 1978.08                | opowiadanie opublikowane w zbiorze Conan the Swordsman |
| 26  | Conan i Czarownik          | Conan and the Sorcerer             | Andrew J. Offutt                                      | 1978.10                | |
| 27  | Conan wyzwoliciel          | Conan the Liberator                | L. Sprague de Camp Lin Carter                         | 1979.02                | |
| 28  | Conan i miecz Skelos       | The Sword of Skelos                | Andrew J. Offutt                                      | 1979.05                | |
| 29  | Conan i droga królów       | The Road of Kings                  | Karl Edward Wagner                                    | 1979.10                | |
| 30  | Conan i najemnik           | Conan the Mercenary                | Andrew J. Offutt                                      | 1980                   | |
| 31  | Conan buntownik            | Conan the Rebel                    | Poul Anderson                                         | 1980.07                | |
| 32  | Conan i Bóg-Pająk          | Conan and the Spider God           | L. Sprague de Camp                                    | 1980.12                | |
| 33  | Conan barbarzyńca          | Conan the Barbarian                | L. Sprague de Camp Lin Carter Catherine Crook de Camp | 1982.05                | |
| 34  | Conan niezwyciężony        | Conan the Invincible               | Robert Jordan                                         | 1982.06                | |
| 35  | Conan obrońca              | Conan the Defender                 | Robert Jordan                                         | 1982.12                | |
| 36  | Conan niepokonany          | Conan the Unconquered              | Robert Jordan                                         | 1983.05                | |
| 37  | Conan triumfator           | Conan the Triumphant               | Robert Jordan                                         | 1983.10                | |
| 38  | Conan niszczyciel          | Conan the Destroyer                | Robert Jordan                                         | 1984                   | |
| 39  | Conan wspaniały            | Conan the Magnificent              | Robert Jordan                                         | 1984.05                | |
| 40  | Conan zwycięzca            | Conan the Victorious               | Robert Jordan                                         | 1984.11                | |
| 41  | Conan nieustraszony        | Conan the Fearless                 | Steve Perry                                           | 1986.02                | |
| 42  | Conan renegat              | Conan the Renegade                 | Leonard Carpenter                                     | 1986.04                | |
| 43  | Conan waleczny             | Conan the Valorous                 | John Maddox Roberts                                   | 1986.09                | |
| 44  | Conan łupieżca             | Conan the Raider                   | Leonard Carpenter                                     | 1986.10                | |
| 45  | Conan mistrz               | Conan the Champion                 | John Maddox Roberts                                   | 1987.04                | |
| 46  | Conan prowokator           | Conan the Defiant                  | Steve Perry                                           | 1987.10.               | |
| 47  | Conan dezerter             | Conan the Marauder                 | John Maddox Roberts                                   | 1988.01                | |
| 48  | Conan sobowtór             | Conan the Warlord                  | Leonard Carpenter                                     | 1988.03                | |
| 49  | Conan mężny                | Conan the Valiant                  | Roland Green                                          | 1988.10                | |
| 50  | Conan bohater              | Conan the Hero                     | Leonard Carpenter                                     | 1989.02                | |
| 51  | Conan zuchwały             | Conan the Bold                     | John Maddox Roberts                                   | 1989.04                | |
| 52  | Conan nieposkromiony       | Conan the Indomitable              | Steve Perry                                           | 1989.10                | |
| 53  | Conan wyzwoliciel          | Conan the Free Lance               | Steve Perry                                           | 1990.02                | |
| 54  | Conan wielki               | Conan the Great                    | Leonard Carpenter                                     | 1990.04                | |
| 55  | Conan strażnik             | Conan the Guardian                 | Roland Green                                          | 1991.01                | |
| 56  | Conan wyrzutek             | Conan the Outcast                  | Leonard Carpenter                                     | 1991.04                | |
| 57  | Conan groźny               | Conan the Formidable               | Steve Perry                                           | 1991.11                | |
| 58  | Conan złoczyńca            | Conan the Rogue                    | John Maddox Roberts                                   | 1991.11                | |
| 59  | Conan nieugięty            | Conan the Relentless               | Roland Green                                          | 1992.04                | |
| 60  | Conan nieokiełznany        | Conan the Savage                   | Leonard Carpenter                                     | 1992.11                | |
| 61  | Conan Z Czerwonego Bractwa | Conan of the Red Brotherhood       | Leonard Carpenter                                     | 1993.02                | |
| 62  | Conan i bogowie gór        | Conan and the Gods of the Mountain | Roland Green                                          | 1993.05                | |
| 63  | Conan i skarb Pythonu      | Conan and the Treasure of Python   | John Maddox Roberts                                   | 1993.11                | |
| 64  | Conan niezłomny            | Conan the Hunter                   | Sean A. Moore                                         | 1994.01                | |
| 65  | Conan najeźdźca            | Conan, Scourge of the Bloody Coast | Leonard Carpenter                                     | 1994.04                | |
| 66  | Conan i łowcy głów         | Conan and the Manhunters           | John Maddox Roberts                                   | 1994.10                | |
| 67  | Conan i wrota demona       | Conan at the Demon's Gate          | Roland Green                                          | 1994.11                | |
| 68  | Conan gladiator            | Conan the Gladiator                | Leonard Carpenter                                     | 1995.01                | |
| 69  | Conan i Amazonka           | Conan and the Amazon               | John Maddox Roberts                                   | 1995.04                | |
| 70  | Conan i mgły świątyni      | Conan and the Mists of Doom        | Roland Green                                          | 1995.08                | |
| 71  | Conan i Szmaragdowy Lotos  | Conan and the Emerald Lotus        | John C. Hocking                                       | 1995.11                | |
| 72  | Conan i klątwa szamana     | Conan and the Shaman's Curse       | Sean A. Moore                                         | 1996.01                | |
| 73  | Conan pan Czarnej Rzeki    | Conan, Lord of the Black River     | Leonard Carpenter                                     | 1996.04                | |
| 74  | Conan i Szalony Bóg        | Conan and the Grim Grey God        | Sean A. Moore                                         | 1996.11                | |
| 75  |                            | Conan and the Death Lord of Thanza | Roland Green                                          | 1997.01                | |
| 76  |                            | Conan of Venarium                  | Harry Turtledove                                      | 2003.07                | |
| 77  |                            | Conan the Barbarian                | Michael A. Stackpole                                  | 2011                   | adaptacja powieściowa filmu Conan Barbarzyńca 3D |

## Inni twórcy opowiadań o Conanie (lista niepełna)
- Jeffrey Archer (pseudonim nieznanego rosyjskiego autora)
- Tim Donnell (pseudonim nieznanego rosyjskiego autora)
- Andre Oldman (pseudonim nieznanego rosyjskiego autora)
- Torn Seszele Stewart (pseudonim nieznanego rosyjskiego autora)
- Oscar Wocknitt (pseudonim nieznanego rosyjskiego autora)
- Juraj Červenák pod pseudonimami George Callahan i Thorleif Larssen
- Jacek Piekara pod pseudonimem Jack De Craft
- Dariusz Domagalski[10]

## Filmy o Conanie
| Tytuł polski         | Tytuł oryginalny       | W roli tytułowej      | Premiera   | Reżyseria         | Scenariusz                                        |
| -------------------- | ---------------------- | --------------------- | ---------- | ----------------- | ------------------------------------------------- |
| Conan Barbarzyńca    | Conan the Barbarian    | Arnold Schwarzenegger | 1982       | John Milius       | John Milius Oliver Stone                          |
| Conan Niszczyciel    | Conan the Destroyer    | Arnold Schwarzenegger | 1984       | Richard Fleischer | Stanley Mann Roy Thomas Gerry Conway              |
| Conan Barbarzyńca 3D | Conan the Barbarian 3D | Jason Mamoa           | 19.08.2011 | Marcus Nispel     | Thomas Dean Donnelly Joshua Oppenheimer Sean Hood |

## Seriale telewizyjne o Conanie
| Tytuł polski     | Tytuł oryginalny             | W roli tytułowej | Lata emisji | Uwagi            |
| ---------------- | ---------------------------- | ---------------- | ----------- | ---------------- |
| Conan Awanturnik | Conan the Adventurer         | Michael Donovan  | 1992–1993   | serial animowany |
|                  | Conan and the Young Warriors | Phil Hayes       | 1994        | serial animowany |
| Conan            | Conan the Adventurer         | Ralf Möller      | 1997–1998   | serial aktorski  |

## Galeria okładek czasopisma Weird Tales

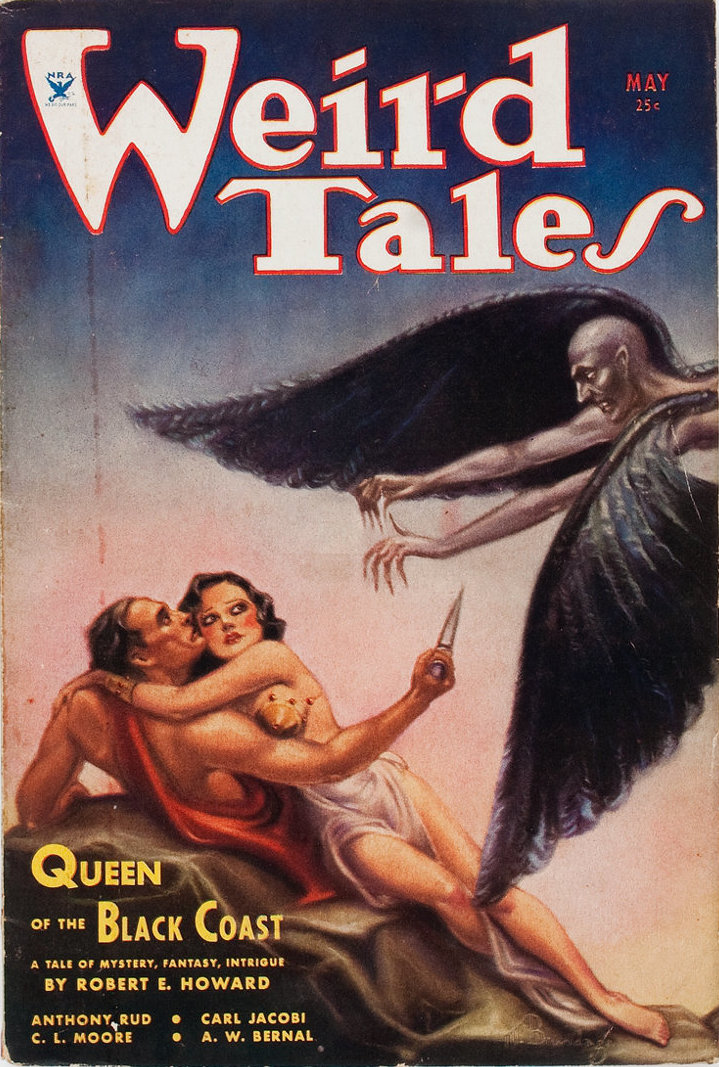
Królowa Czarnego Wybrzeża (maj 1934)
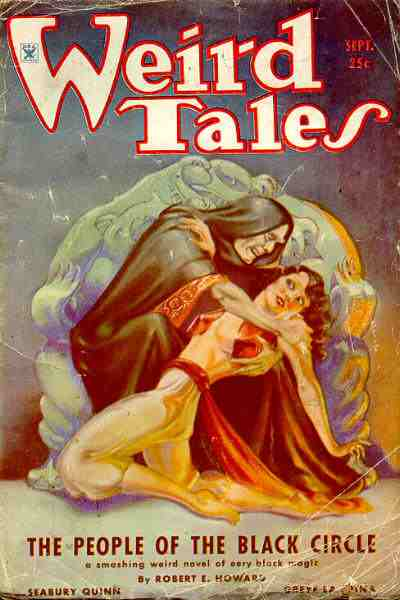
Ludzie Czarnego Kręgu (wrzesień 1934)
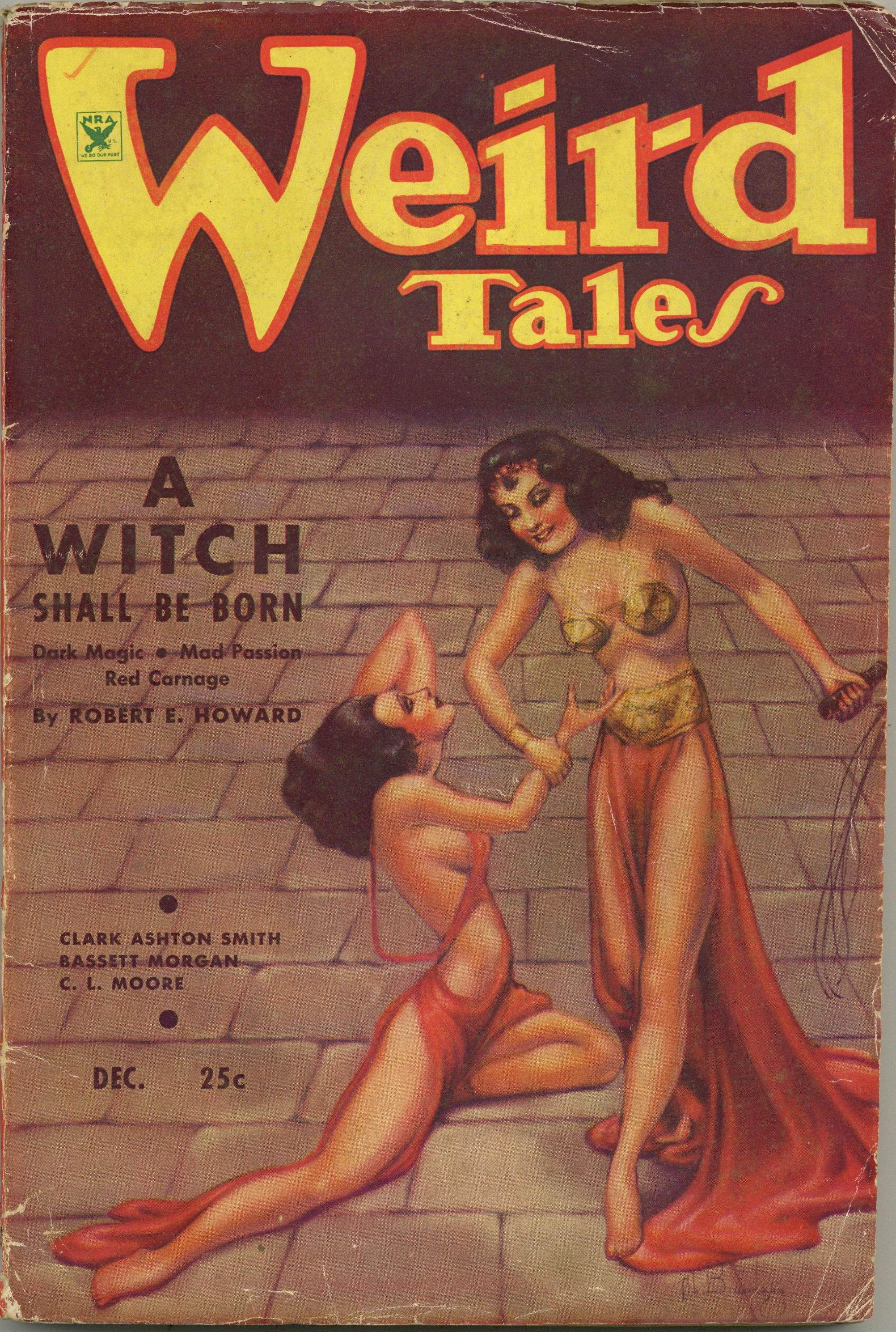
Wiedźma się rodzi (grudzień 1934)
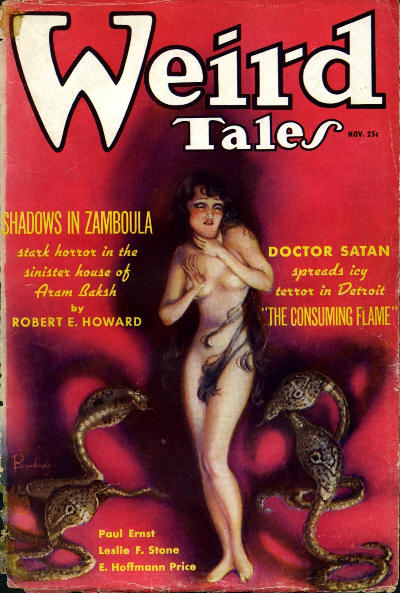
Ludożercy z Zambouli (listopad 1935)
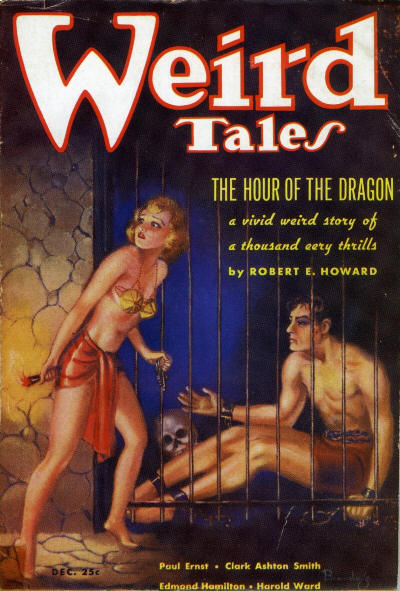
Godzina Smoka (grudzień 1935)
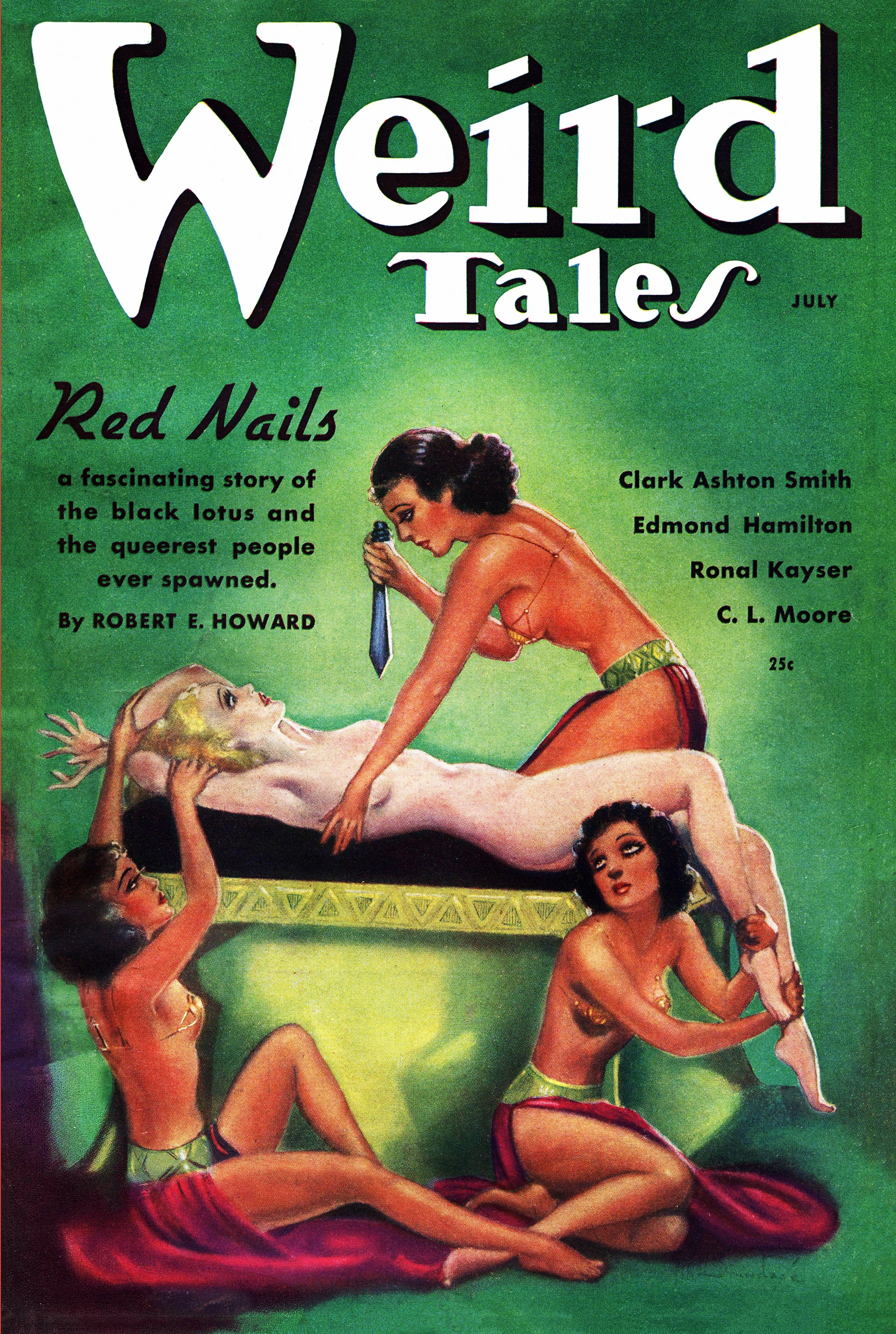
Czerwone ćwieki (lipiec 1936)

## Galeria ilustracji zamieszczanych wraz z pierwszymi wydaniami opowiadań o Conanie (magazyn Weird Tales)

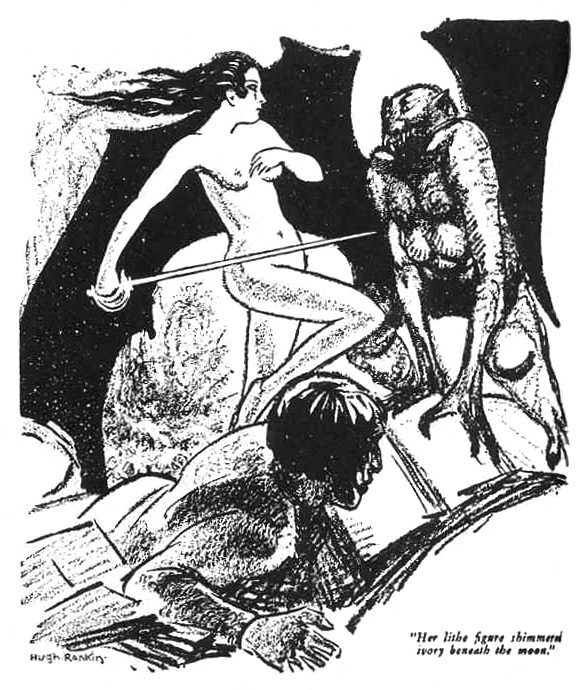
Królowa Czarnego Wybrzeża (Hugh Rankin)
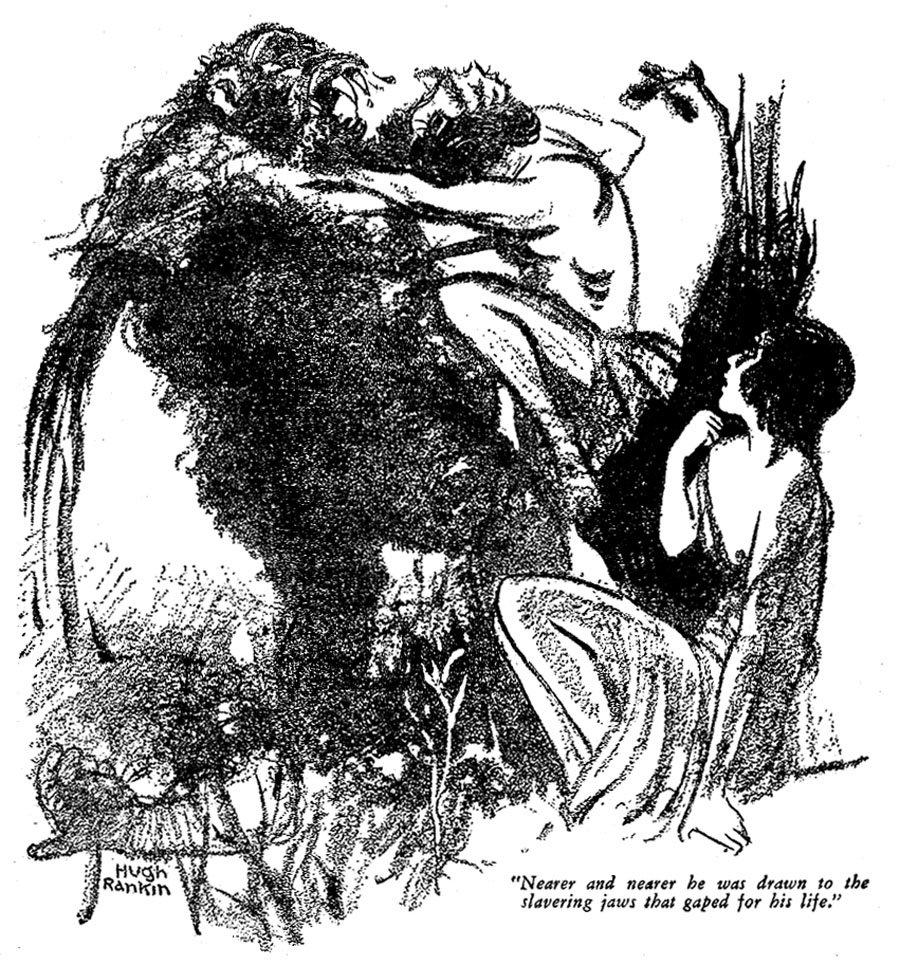
Stalowe cienie pod księżycem (Hugh Rankin)
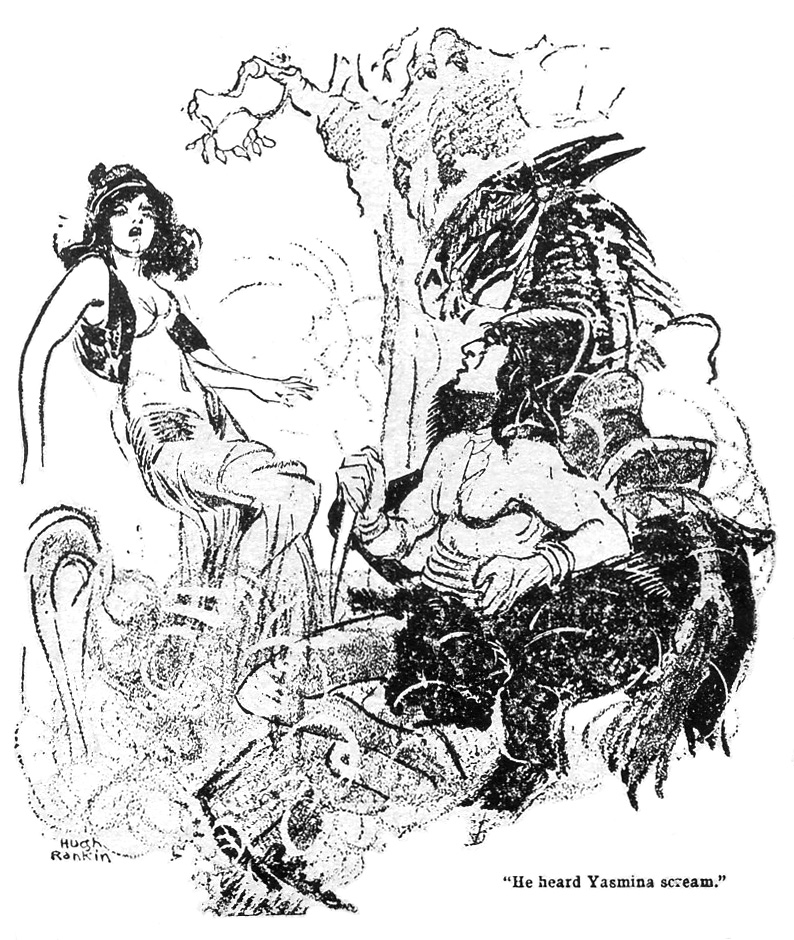
Ludzie Czarnego Kręgu (Hugh Rankin)
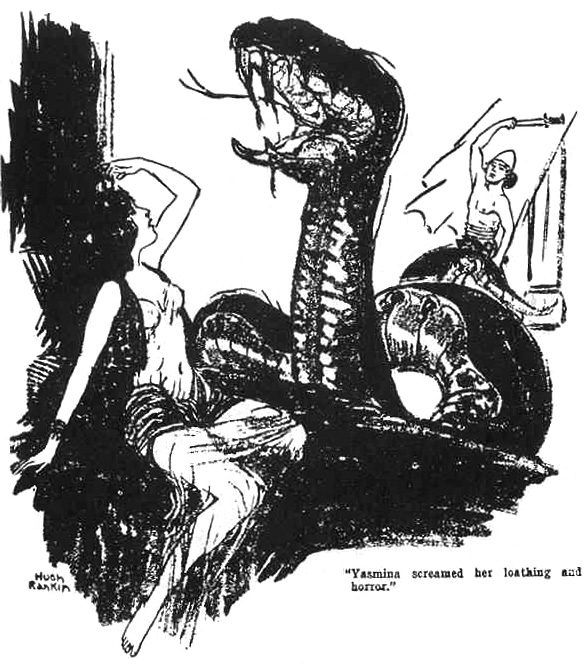
Ludzie Czarnego Kręgu (Hugh Rankin)
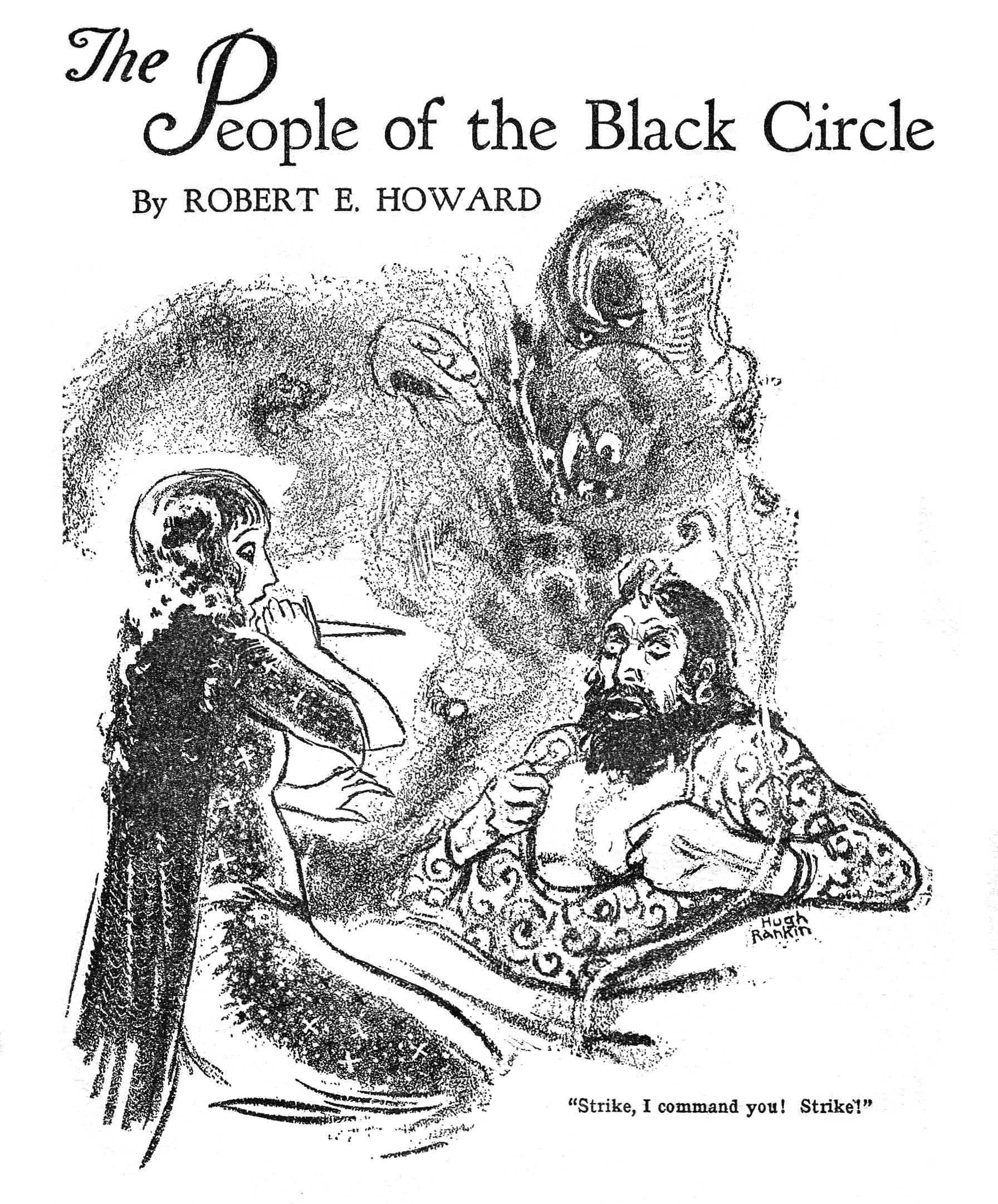
Ludzie Czarnego Kręgu (Hugh Rankin)
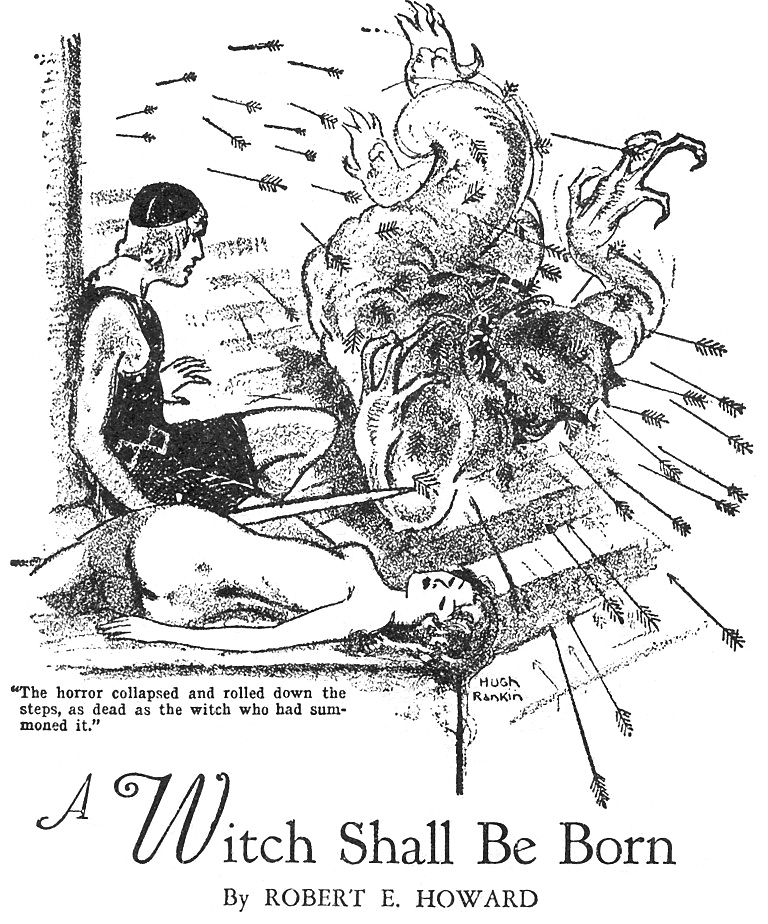
Wiedźma się rodzi (Hugh Rankin)
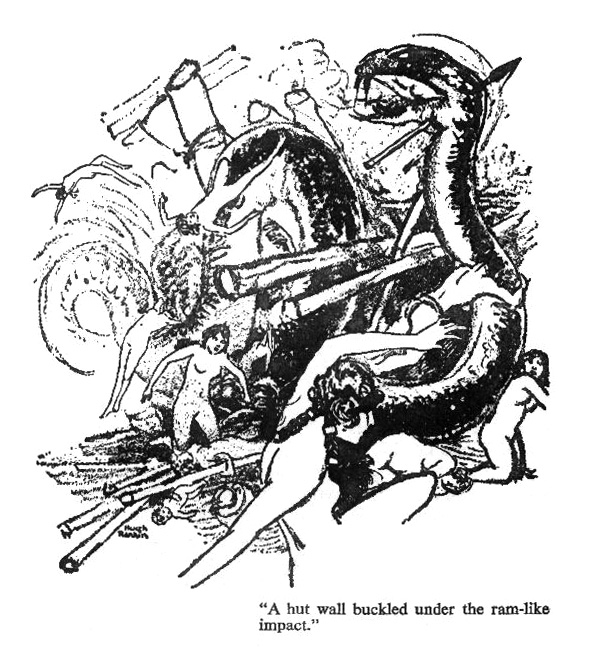
Za Rzeką Czarną (Hugh Rankin)
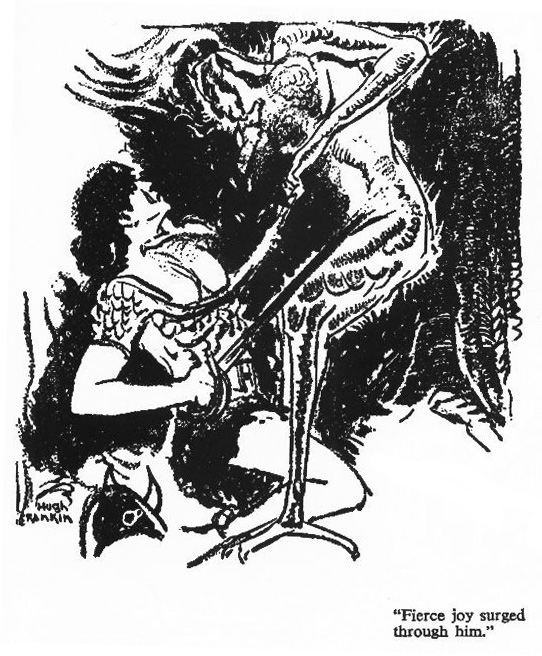
Za Rzeką Czarną (Hugh Rankin)
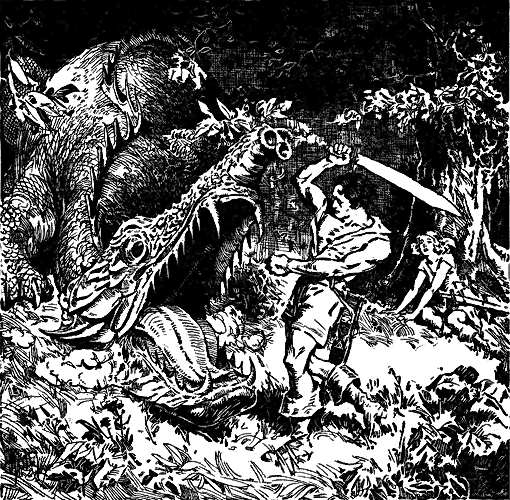
Czerwone ćwieki (Harold S. Delay)
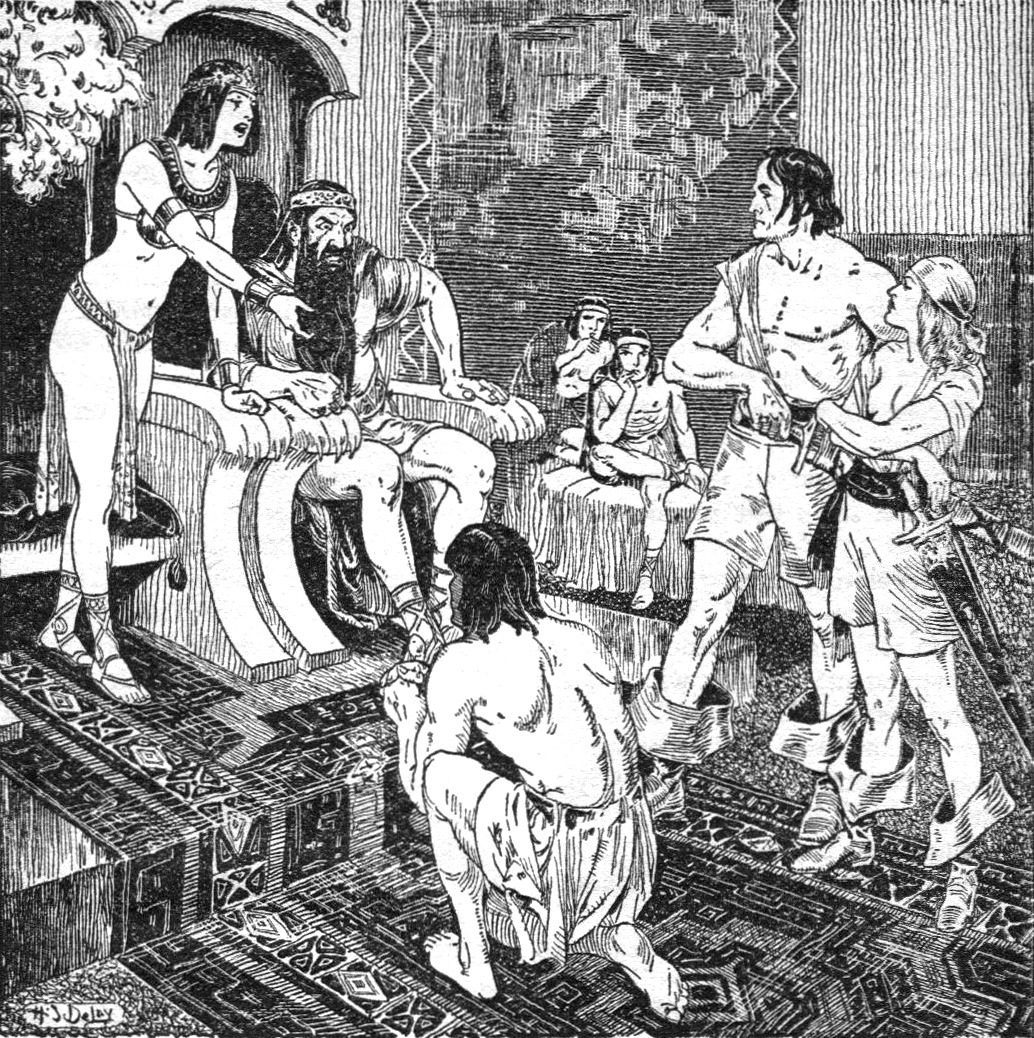
Czerwone ćwieki (Harold S. Delay)
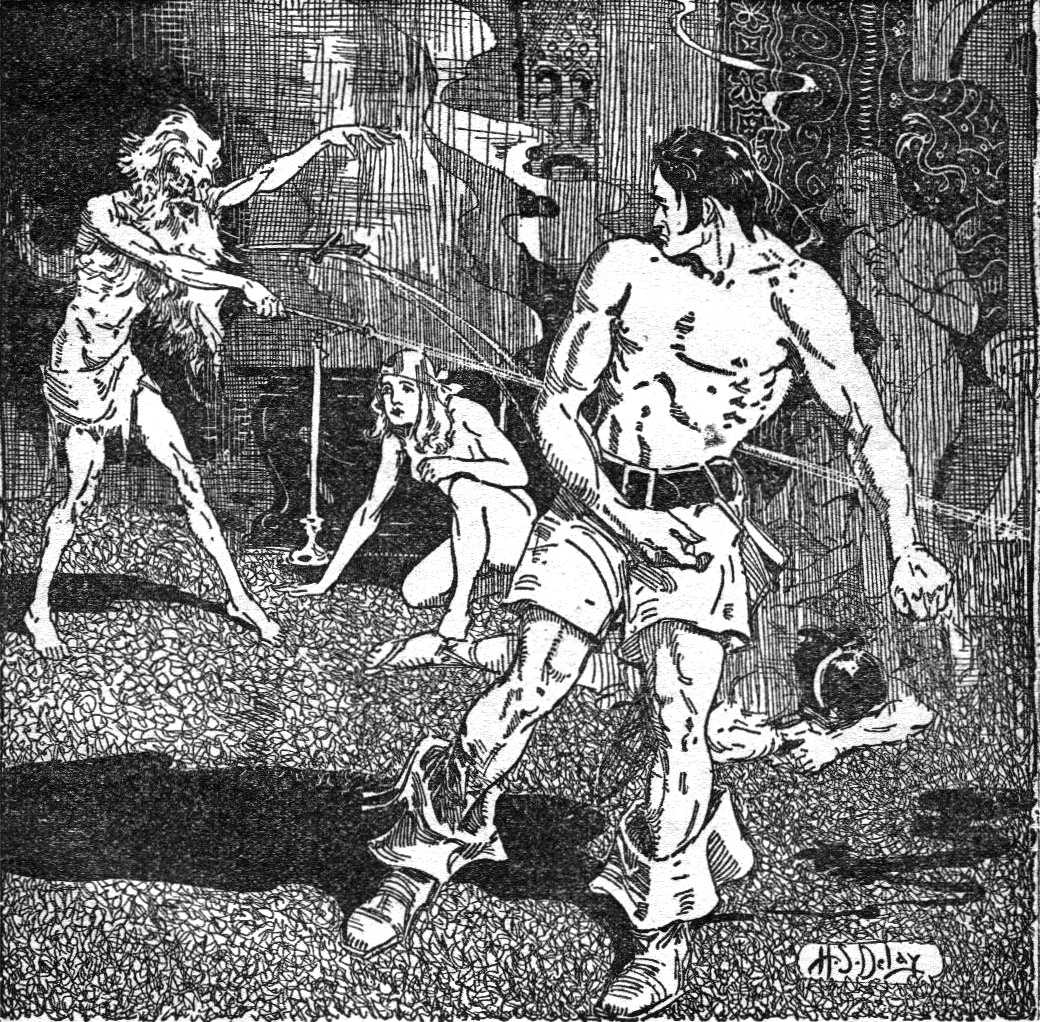
Czerwone ćwieki (Harold S. Daley)